# Предраг Манојловић (ватерполиста)
Предраг Манојловић (20. септембар 1951 — 14. септембар 2014) био је југословенски и српски ватерполиста.

## Спортска биографија
Манојловић је рођен 20. септембра 1951. године у Сплиту. Каријеру је почео у екипи ПОШК из Сплита, док је са Партизаном два пута освојио Куп европских шампиона, као и бројне трофеје првака државе и националног купа. Наступао је и за Црвену звезду.
Са репрезентацијом Југославије освојио је сребрну медаљу на Олимпијским играма 1980. године у Москви, две бронзе на Светским првенствима, као и сребро и бронзу на шампионатима Европе.
За репрезентацију Југославије одиграо је 275 утакмица и постигао 154 гола.
У периоду 1985—1997 Предраг Манојловић био је генерални секретар Југословенског спортског друштва Партизан, а у периоду од 1993—1994 и потпредседник Скупштине града Београда. Од 2000—2009. Манојловић се налазио на месту генералног секретара Олимпијског комитета Србије, а након тога је остао на месту саветника. У периоду између 2005. и 2013. године био је генерални секретар Европске спортске невладине организације (ЕНГСО), а од 2013. на даље се налазио на месту потпредседника.
Преминуо је 14. септембра 2014. у 63. години у Београду. Његов млађи брат Ненад Манојловић преминуо је само два месеца касније, а био је успешан селектор ватерполо репрезентације Југославије и Србије и Црне Горе.